# Bits and Pieces
Bits and Pieces is een nummer van The Dave Clark Five, een Engelse popgroep uit de jaren zestig van de twintigste eeuw. De single bracht het tot de tweede plaats in Groot-Brittannië en de vierde plaats in de VS. Ook in andere landen was het nummer een succes. Het bereikte de tweede plaats in Australië en de eerste plaats in Canada en Ierland. In Nederland kwam het tot nummer vier. In Duitsland kwam het nummer echter niet verder dan de twintigste plaats.
De soloïst is Mike Smith. Hij schreef ook het nummer, samen met Dave Clark. De stijl lijkt op beurtzang. Om beurten zingen Mike Smith en de groep als geheel een regel. In de begeleiding speelt Dave Clarks drumstel een prominente rol.

## Tracklist

### 7" single
EMI Columbia DB 7210 (1964)
1. Bits and pieces
2. All of the time

## Hitnoteringen
| Bits and pieces            | Bits and pieces       | Bits and pieces | Bits and pieces | Bits and pieces | Bits and pieces | Bits and pieces |
| Hitlijst                   | Datum van binnenkomst | Week:           | 1               | 2               | 3               |                 |
| -------------------------- | --------------------- | --------------- | --------------- | --------------- | --------------- | --------------- |
| Tijd voor Teenagers Top 10 | 25-4-1964             | Positie:        | 10              | 6               | 6               | uit             |

## NPO Radio 2 Top 2000
Bits and Pieces stond alleen in 2000 in de NPO Radio 2 Top 2000, op plek 1985.

## Coverversies
De Engelse band The Jax, beter bekend onder de naam Buster, bracht in 1980 een coverversie van het nummer uit als single.
The Supremes zetten twee nummers van The Dave Clark Five, Bits and Pieces en Because, op hun lp A Bit of Liverpool uit 1964, niet gehinderd door het feit dat The Dave Clark Five uit Tottenham kwam in plaats van Liverpool.
Een coverversie van het nummer staat ook op het livealbum The Suicide Commandos Commit Suicide Dance Concert van de Amerikaanse punkband The Suicide Commandos uit 1979.
Leif Garrett nam het nummer op voor zijn album Can't Explain uit 1980.
Een cover door Joan Jett and the Blackhearts staat op het album I Love Rock 'n' Roll uit 1981.
De Amerikaanse skagroep The Toasters zette het nummer op het album One More Bullet uit 2007.
Het nummer werd geparodieerd door The Barron Knights als Boots and Blisters in hun medley Call Up the Groups uit 1964. Met toestemming van Dave Clark gebruikte de drummer Dave Ballinger diens drumstel bij de opnamesessie.
Bits and Pieces van Dusty Springfield is een ander nummer.